# John Allen (Musiker)

John Allen 2022 bei einem Konzert mit The Campfire Camaraderie

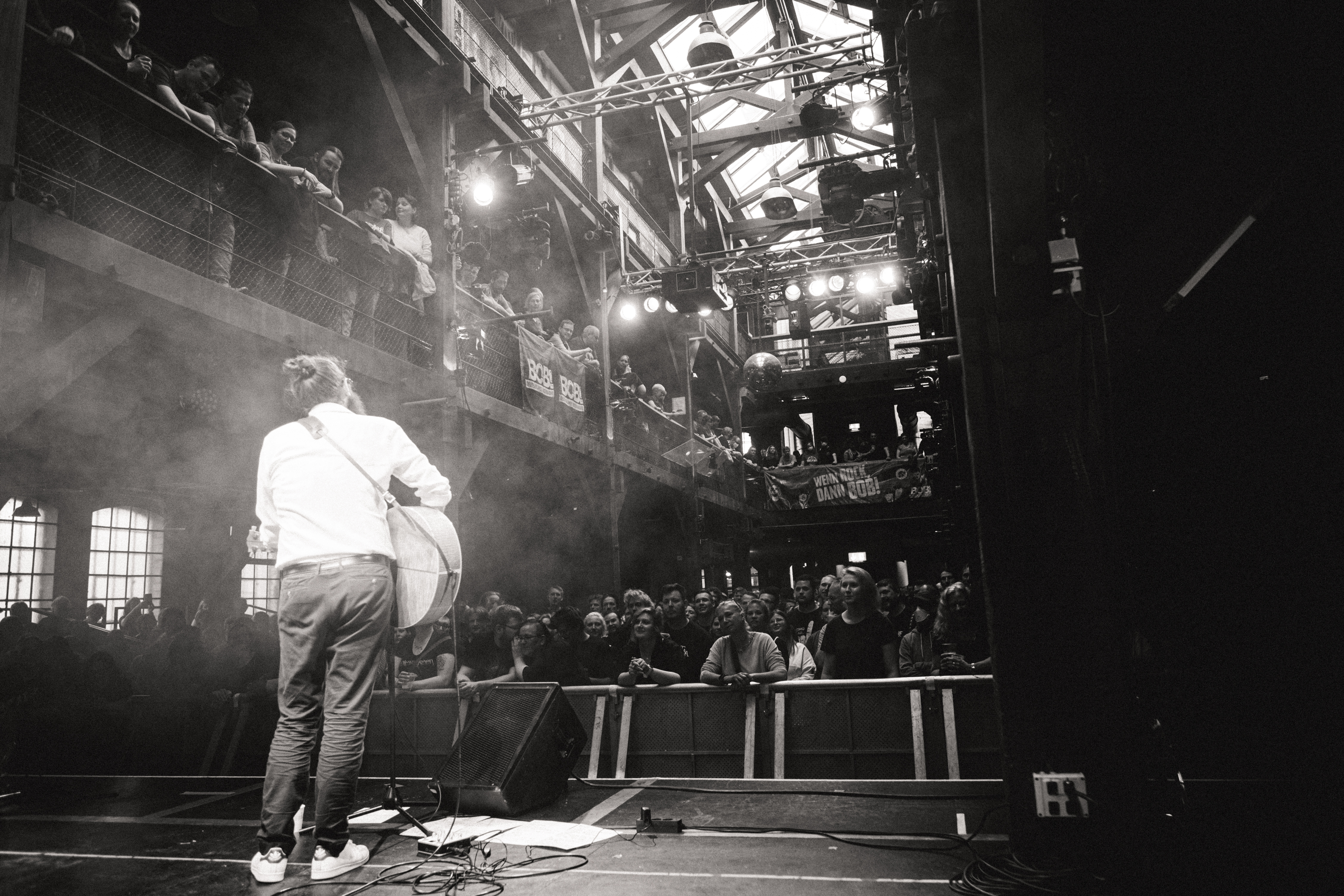
John Allen 2022 in der Fabrik, Hamburg.

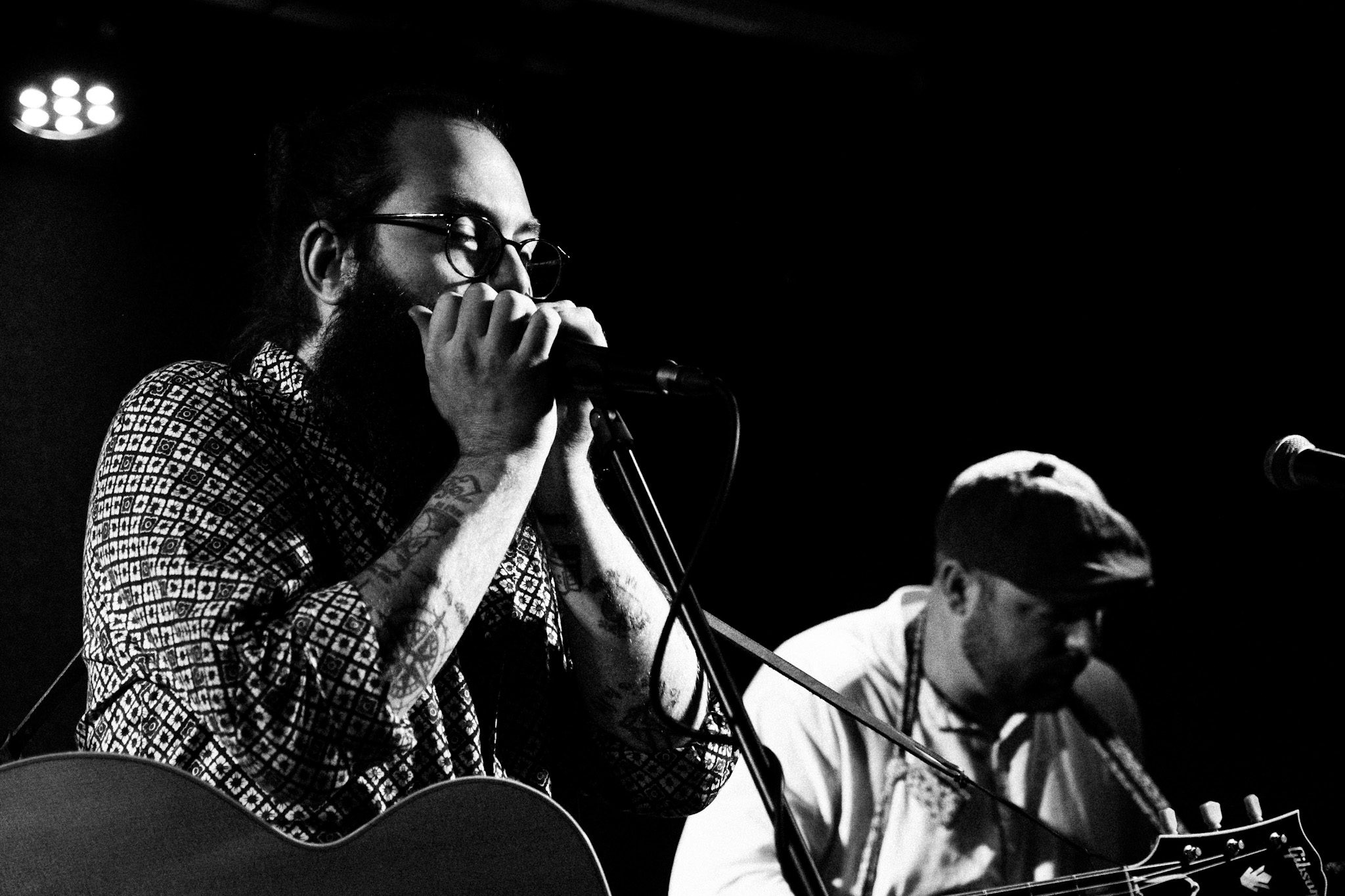
John Allen 2022 auf der The Campfire Camaraderie Tour.

John Allen (* 4. April 1984 in Limburg an der Lahn) ist ein deutscher Sänger, Songwriter, Pianist, Podcaster und Gitarrist.

## Leben
John Allen wurde 1984 geboren und lebt in Hamburg. Er legte sein Abitur 2003 an der Fürst-Johann-Ludwig-Schule in Hadamar ab und studierte englische Literatur und Geschichte an der Johannes Gutenberg-Universität zu Mainz. 
In den Hamburger StarTunes Studios nahm John Allen im Frühjahr 2013 sein erstes Studioalbum, Sounds of Soul and Sin, auf. Im Mai wurde Allen von Frank Turner entdeckt, als er vor einem seiner Konzerte auf der Straße für wartende Gäste spielte. Turner entschied sich daraufhin, Allen für seine Herbsttournee als Support zu verpflichten. Auf dieser Tour schaffte es der bis dato unbekannte Allen, das Publikum auf seine Seite zu bringen.
Am 29. August 2014 erschien Allen's zweites Studioalbum Sophomore beim Bremer Punklabel Gunner Records. Als prominente Gäste spielten Frank Turner (Backing Vocals bei Home) und Lucero-Keyboarder Rick Steff (Akkordeon bei Night Falls Over Reno). Musikalisch orientierte sich Allen bei Sophomore an einer Mischung aus Punk, Country und Alternative. Sophomore erntete positive Kritiken in der September-Ausgabe des deutschen Rolling Stone.
In den kommenden Jahren folgten neben einer hohen Anzahl von Soloshows in ganz Europa auch Tourneen im Vorprogramm von Lucero, Ben Caplan, Emily Barker sowie eine Show mit Milow. Auch war John Allen regelmäßig zu Gast bei renommierten Festivals wie dem Rolling Stone Weekender oder dem A Summers Tale.
2015 erschien mit Orphan Keys eine EP auf der Allen ausschließlich am Piano zu hören ist. Im Frühjahr 2015 trat John Allen auf seiner "Howling at the Moon"-Tour erstmals zusammen mit seiner Band in 6 deutschen Städten auf. Des Weiteren spielte er zahlreiche Solokonzerte. Im Herbst 2015 erschien mit Orphan Keys eine EP auf der Allen ausschließlich am Piano zu hören ist. Neben drei Eigenkompositionen befinden sich auf Orphan Keys auch Coverversionen von Simon & Garfunkel's America und Tom Waits' Ruby's Arms.
Das im November 2016 erschienene Doppelalbum Ghosts wurde von der einhellig Kritik gelobt. Ox bezeichnete das Album als "das bislang beste und reifste Werk von Allen, der spätestens jetzt zu seinen Vorbildern aufgestiegen sein dürfte." Das Visions Magazin schrieb von einer "Offenbarung" und der Rolling Stone schrieb "Kinder singen in der Dunkelheit wenn sie sich vor Geistern fürchten. John Allen brüllt als wohnten Tom Waits und Bruce Springsteen in seiner Brust und würden einen Kampf zwischen Himmel und Hölle austragen." Dem Album folgte eine erfolgreiche Deutschland-Tour mit seiner neuen Band "The Black Pages", sowie zahlreiche Soloshows. 
Aus einer Gartenshow im September 2016 entwickelte sich, basierend auf Allen's Song Blood Brothers das Whatever Happens Festival, welches seit 2017 jährlich stattfindet. Im Dezember 2017 spielte Allen im Knust  Hamburg seine 500. Jubiläumsshow mit dem Titel "500 Nights of Sadness".
Im Herbst 2019 veröffentlichte John Allen mit "Friends & Other Strangers" sein inzwischen fünftes Album. Erneut folgten dem Album ausgiebige Konzerte. Mit einjähriger Verspätung erschien im November 2022 das bislang letzte Album "(love) letters" erneut bei Gunner Records. Beide Alben wurden durch außerordentlich erfolgreiche Crowdfunding-Projekte finanziert. 
Seit 2022 ist John Allen Mitglied des Musiker Ensembles The Campfire Camaraderie, mit dem er im Herbst 2022 erstmals auf Tour ging. Dort steht er neben Jens Haraldson, NAPAEA und Linda Rum auf der Bühne.
John Allen ist verheiratet und lebt in Hamburg. Neben seiner Musikertätigkeit ist er in mehreren Podcast-Projekten involviert. Er ist Fan vom Karlsruher SC.

## Einflüsse
John Allen nennt als Haupteinflüsse Bob Dylan, Bruce Springsteen, Tom Waits, Tom Petty, sowie Nick Cave und Counting Crows.

## Instrumente
- Gibson J-45
- Gibson J-200 Custom Shop
- Nord Piano 4
- Fender Telecaster '52 Reissue Custom Shop
- Fender Stratocaster Mark Knopfler Signature

## Diskografie
- 2013: Sounds of Soul and Sin – (CD) BTM Music
- 2014: Sophomore – (CD/LP) Gunner Records
- 2015: Orphan Keys (EP) – (CD/LP) Gunner Records
- 2016: Ghosts – (CD/LP) Gunner Records
- 2019: Friends & other Strangers – (CD/LP) Gunner Records
- 2022: (love) letters – (CD/LP) Gunner Records
- 2025: Seven Dials – (CD/LP) V2/Bertus